# Alfredo Ramírez
Alfredo Germán Ramírez (Santa Fe, 19 febbraio 1987) è un ex calciatore argentino, di ruolo centrocampista.

## Carriera
Ha giocato nella massima serie dei campionati argentino e boliviano.

## Palmarès

### Club

#### Competizioni nazionali
- Torneo Argentino A: 1

Santamarina: 2013-2014